# Goldständer
Goldständer – wydany w 2008 roku album niemieckiego rapera B-Tight. Płytę promował utwór Sie Will Mich.

## Lista utworów
1. Intro
2. Noch Einmal
3. Skit 1 Rapstarz 4
4. Partytime feat. Frauenarzt
5. Sie Will Mich
6. Egoist
7. Skit 2 Rapstarz 5
8. Voll OK
9. Wir Sind Hart feat. Tony D
10. Skit 3 Rapstarz 6
11. Kingmässig
12. Sündenbock
13. Hart Aber Herzlich feat. M-Hot

Bonus-CD:
1. Leben Nach Dem Tod
2. Schattenseiten
3. Ghettostar
4. Weißt Du feat. She-Raw
5. Schaukelpferd feat. Sido & Shizoe
6. Es Sind Die Drogen
7. Ich bin es leid feat. Shizoe
8. Könnte Ich feat. Alpa Gun
9. Glücklich feat. Greckoe & Freddy Cool
10. Erste Liebe
11. Weine nicht feat. Zoe Mazah